# Grandeur massique
Une grandeur massique d'un objet est le rapport d'une grandeur extensive X à la masse de l'objet. La grandeur massique correspondante d'une substance est la grandeur X par unité de masse de la substance. On l'appelle également densité massique de X (« densité massique d'énergie » pour « énergie massique », etc.).
Dans le Système international d'unités une grandeur massique s'exprime en [X]/kg, où [X] représente l'unité SI dans laquelle s'exprime la grandeur X.
Exemples : aire massique, activité massique, capacité thermique massique, densité massique d'énergie, énergie communiquée massique, enthalpie massique, fraction massique, puissance massique, volume massique.
Attention ! Contrairement aux apparences, la concentration massique et le débit massique ne sont pas des grandeurs massiques : ce ne sont pas des grandeurs par unité de masse (par kg, notamment), mais des grandeurs exprimées en unités de masse : kg/l par exemple pour la concentration massique, kg/s pour le débit massique.